# Marcel Mansfeld
Marcel Mansfeld (* 23. Juni 2001) ist ein deutsch-polnischer Fußballspieler.

## Karriere
Nach seinen Anfängen in der Jugend des 1. FSV Mainz 05, für die er 20 Spiele in der B-Junioren-Bundesliga bestritt, bei denen ihm sechs Tore gelangen, wechselte er im Sommer 2018 in die Jugendabteilung des SV Darmstadt 98. Bereits im nächsten Sommer erfolgte sein Wechsel in die Jugendabteilung des 1. FC Kaiserslautern. Nach 14 Spielen in der A-Junioren-Bundesliga, bei denen ihm drei Tore gelangen und einem Einsatz im Seniorenbereich für die zweite Mannschaft in der Oberliga Rheinland-Pfalz/Saar, war er im Sommer 2020 zunächst vereinslos, schloss sich aber Ende Oktober 2020 dem FC Gießen in der Regionalliga Südwest an. Für seinen Verein kam er verletzungsbedingt nur zu fünf Einsätzen und wurde im Sommer 2021 wieder vereinslos. Im September 2021 schloss er sich dann der zweiten Mannschaft von Fortuna Düsseldorf in der Regionalliga West an, kam aber auch zu seinem Profidebüt in der 2. Bundesliga, als er am 12. März 2022, dem 26. Spieltag, beim 1:1-Auswärtsunentschieden gegen den SC Paderborn 07 in der 85. Spielminute für Shinta Appelkamp eingewechselt wurde.
Im Sommer 2023 wechselte er zu Miedź Legnica in die 2. polnische Liga.